# Jiao (Tongling)
Jiao (chinesisch 郊区, Pinyin Jiāo Qū – „Vorstadt“) ist ein Stadtbezirk der bezirksfreien Stadt Tongling (铜陵市) in der Provinz Anhui der Volksrepublik China. Er hat eine Fläche von 179 km² und zählt 255.886  Einwohner (Stand: Ende 2019). 

## Administrative Gliederung
Auf Gemeindeebene setzt sich der Stadtbezirk aus zwei Straßenvierteln, zwei Großgemeinden und einer Gemeinde zusammen. 